# Méthamis
 Méthamis  es una población y comuna francesa, en la región de Provenza-Alpes-Costa Azul, departamento de Vaucluse, en el distrito de Carpentras y cantón de Mormoiron. Situada en las inmediaciones de las gargantas del río Nesque y del monte Ventoux.
Está integrada en la Communauté de communes des Terrasses du Ventoux.

## Demografía
| 297 | 287 | 282 | 330 | 352 | 397 |
| Para los censos de 1962 a 1999 la población legal corresponde a la población sin duplicidades (Fuente: INSEE [Consultar]) |     |     |     |     |     |